# Loksapin
Loksapin (Loksapak, Loksitan) je tipični antipsihotik koji se prvenstveno koristi za lečenje šizofrenije. On je član (benzodiazepinske) dibenzoksazepinske klase, te je strukturno srodan sa klozapinom.
Loksapin može da bude metabolisan N-demetilacijom do amoksapina, tetracikličnog antidepresiva.

## Hemija
Jedan od mogućih sintetičkih pristupa je:

## Spoljašnjve veze
- [http://www.medscape.com/druginfo/monograph?cid=med&drugid=14375&drugname=Loxapine+Succinate+Oral&monotype=monograph&secid=3

|  | Molimo Vas, obratite pažnju na važno upozorenje u vezi sa temama iz oblasti medicine (zdravlja). |